# Sabulodes mimula
Sabulodes mimula är en fjärilsart som beskrevs av Thierry-mieg 1894. Sabulodes mimula ingår i släktet Sabulodes och familjen mätare. Inga underarter finns listade.